# Pequeña Madonna de Cowper
La Pequeña Madonna de Cowper es un cuadro del artista del Alto Renacimiento italiano Rafael, que representa a María con el Niño en una típica campiña italiana. Se ha datado en torno a 1504-1505, a mediados del Alto Renacimiento.